# Осока лісова
Осока лісова (Carex sylvatica) — вид рослин родини осокові (Cyperaceae), поширений у Європі й західній Азії.

## Опис
Багаторічна дерновинна трав'яниста рослина 30–80 см заввишки. Листки 4–8 мм шириною, 2-складчасті. Суцвіття понад 10 см завдовжки. Жіночі колоски 3.5–4 см завдовжки, на довгих ніжках, пониклі. Мішечки еліптичні, 4–5 мм завдовжки, зелені, з довгим 2-зубчастим носиком.

## Поширення
Поширений у Європі й західній Азії.
В Україні вид зростає в широколистяних та змішаних лісах — у Поліссі зрідка; в Лісостепу, Карпатах і гірського Криму звичайний.